# Medoria agilis
Medoria agilis är en tvåvingeart som beskrevs av Robineau-desvoidy 1830. Medoria agilis ingår i släktet Medoria och familjen parasitflugor.
Artens utbredningsområde är Frankrike. Inga underarter finns listade i Catalogue of Life.